# Stenetrium adrianae
Stenetrium adrianae är en kräftdjursart som beskrevs av Serov och Wilson 1995. Stenetrium adrianae ingår i släktet Stenetrium och familjen Stenetriidae. Inga underarter finns listade i Catalogue of Life.